# Mim Gergely
Mim Gergely, (Pécs, 1999. június 7. –) korosztályos magyar válogatott labdarúgó, az NB I-ben szereplő Zalaegerszegi TE játékosa.

## Pályafutása

### Klubcsapatokban
2024 nyarán két év kölcsönidőszak után végleg a Zalaegerszegi TE csapatához igazolt.

### Válogatottban
Többszörös utánpótlás válogatott, pályára lépett az U17-es, illetve az U19-es korosztályos válogatottban is.

## Statisztika

### Klubcsapatokban
2025. április 27-i állapot szerint.
| Klub                          | Szezon         | Bajnokság      | Bajnokság | Bajnokság | Kupa  | Kupa  | Nemzetközi | Nemzetközi | Egyéb | Egyéb | Összesen | Összesen |
| Klub                          | Szezon         | Liga           | Mérk.     | Gólok     | Mérk. | Gólok | Mérk.      | Gólok      | Mérk. | Gólok | Mérk.    | Gólok    |
| ----------------------------- | -------------- | -------------- | --------- | --------- | ----- | ----- | ---------- | ---------- | ----- | ----- | -------- | -------- |
| Puskás Akadémia II            | 2016–17        | NB III         | 3         | 0         | —     | —     | —          | —          | —     | —     | 3        | 0        |
| Puskás Akadémia II            | 2017–18        | NB III         | 13        | 1         | —     | —     | —          | —          | —     | —     | 13       | 1        |
| Puskás Akadémia II            | 2018–19        | NB III         | 26        | 4         | —     | —     | —          | —          | —     | —     | 26       | 4        |
| Puskás Akadémia II            | Összesen       | Összesen       | 42        | 5         | —     | —     | —          | —          | —     | —     | 42       | 5        |
| Aqvital Csákvár (kölcsönben)  | 2019–20        | NB II          | 21        | 1         | 1     | 0     | —          | —          | —     | —     | 22       | 1        |
| Aqvital Csákvár (kölcsönben)  | 2020–21        | NB II          | 29        | 7         | 3     | 1     | —          | —          | —     | —     | 32       | 8        |
| Aqvital Csákvár (kölcsönben)  | 2021–22        | NB II          | 28        | 3         | 2     | 1     | —          | —          | —     | —     | 30       | 4        |
| Aqvital Csákvár (kölcsönben)  | Összesen       | Összesen       | 78        | 11        | 6     | 2     | —          | —          | —     | —     | 84       | 13       |
| Zalaegerszegi TE (kölcsönben) | 2022–23        | NB I           | 18        | 2         | 4     | 0     | —          | —          | —     | —     | 22       | 2        |
| Zalaegerszegi TE (kölcsönben) | 2023–24        | NB I           | 29        | 5         | 2     | 0     | 0          | 0          | —     | —     | 31       | 5        |
| Zalaegerszegi TE              | 2024–25        | NB I           | 28        | 8         | 5     | 2     | —          | —          | —     | —     | 33       | 10       |
| Zalaegerszegi TE              | Összesen       | Összesen       | 75        | 15        | 11    | 2     | 0          | 0          | —     | —     | 86       | 17       |
| Teljes karrier                | Teljes karrier | Teljes karrier | 195       | 31        | 17    | 4     | 0          | 0          | —     | —     | 212      | 35       |

1. ↑  Magában foglalja a magyar kupában való pályára lépéseit.

## Sikerei, díjai
Zalaegerszegi TE
- Magyar kupagyőztes (1): 2022–23